# Дарданья
Дарда́нья (итал. Dardagna) — река в Италии, правый приток Лео, протекает в Тоскано-Эмилианских Апеннинах по территории коммуны Фанано в провинции Модена и коммуны Лиццано-ин-Бельведере в метрополитенском городе Болонья. Длина реки составляет 17,1 км. Площадь водосборного бассейна — 48,9 км². Средний расход воды в устье с 1991 по 2011 года — 1,34 м³/с.
Дарданья начинается между вершинами Спиголино (высотой 1827 м) и Корно-алле-Скале (высотой 1945 м). В верховье и низовье течёт преимущественно на север, в среднем течении — на северо-северо-восток. Устье реки находится примерно в 5 км северо-восточнее центра коммуны Фанано. Верхняя половина течения находится в пределах регионального природного парка Корно-алле-Скале.